# Asticta centralasiae
Asticta centralasiae är en fjärilsart som beskrevs av Leo Andrejewitsch Sheljuzhko 1955. Asticta centralasiae ingår i släktet Asticta och familjen nattflyn. Inga underarter finns listade i Catalogue of Life.